# Les Enfants de la violence
Pour plus de détails, voir Fiche technique et Distribution.
Les Enfants de la violence (Guai ai vinti) est un melodramma strappalacrime italien réalisé par Raffaello Matarazzo et sorti en 1954.
Se déroulant à la Bataille de Caporetto sur le front est italien durant la Première Guerre mondiale, le film est une adaptation du roman Vae victis d'Annie Vivanti, paru en 1917.

## Synopsis
Pendant la Première Guerre mondiale, le front italien est submergé à Caporetto par une attaque des troupes autrichiennes et allemandes. Luisa et sa belle-sœur Clara restent dans leur villa, prisonnières des Autrichiens. Elles subissent toutes sortes de violences, à tel point que Mirella, la petite fille de Luisa, perd l'usage de la parole à la suite du traumatisme qu'elle a subi. Les deux femmes parviennent ensuite à atteindre Vérone où Luisa se rend compte qu'elle est enceinte, tandis que son mari est hospitalisé pour blessures de guerre.
Luisa ne se sent pas capable de dire la vérité sur son état, elle envisage même de se suicider et, sauvée par un médecin qui a compris son désarroi, décide d'avorter. Clara tombe également enceinte, mais l'amour maternel l'emporte et elle choisit d'accoucher. Quelque temps plus tard, avec l'avancée du front italien, les deux femmes parviennent à rentrer chez elles, à la grande désapprobation des villageois qui ne pardonnent pas à Clara, surtout après la naissance de l'enfant, d'avoir accepté la maternité.
Même Franco, le fiancé de Clara, revenu du front, n'accepte pas le choix de la femme, ce qui la pousse à quitter le village. Au cours de sa fuite, Clara tombe d'une falaise et se blesse mortellement. Franco la rejoint, promet de s'occuper de l'enfant et les deux se marient in articulo mortis.

## Fiche technique
- Titre français : Les Enfants de la violence ou Femmes et soldats ou Malheur au vaincu[1]
- Titre original italien : Guai ai vinti[2]
- Réalisateur : Raffaello Matarazzo
- Scénario : Achille Campanile, Raffaello Matarazzo, Mario Monicelli, Piero Pierotti, Giovanna Soria d'après le roman Vae victis d'Annie Vivanti paru en 1917[3],[4].
- Photographie : Tino Santoni (it)
- Montage : Mario Serandrei
- Musique : Carlo Franci (it), Renzo Rossellini
- Décors : Alberto Boccianti (it)
- Production : Maleno Malenotti (it), Vittorio Musy Glori
- Société de production : GE.S.I. Cinematografica
- Pays de production :  Italie
- Langue originale : italien
- Format : Noir et blanc
- Durée : 95 minutes
- Genre : Melodramma strappalacrime de guerre
- Dates de sortie :
  - Italie : 3 novembre 1954 (Turin) ; 15 décembre 1954 (Milan) ; 28 juin 1955 (Rome)
  - France : 2 octobre 1957

## Distribution
- Lea Padovani : Luisa
- Anna Maria Ferrero : Clara
- Pierre Cressoy : Franco
- Clelia Matania : Teresa
- Camillo Pilotto : Bonechi
- Gualtiero Tumiati : don Marzi
- Rolf Tasna : Claudio
- Emilio Cigoli : Pietro
- Marcella Rovena : Comtesse Amelia
- Isa Querio : Mme Bonechi
- Paola Quattrini : Mirella, fille de Luisa
- Giulio Ottavi : Giovanni, le fils de Clara
- Mario Del Monaco Mario Abbate